# Tourmignies
Tourmignies is een gemeente in het Franse Noorderdepartement (regio Hauts-de-France). De gemeente telt 707 inwoners (2004) en maakt deel uit van het arrondissement Rijsel.

## Geografie
De oppervlakte van Tourmignies bedraagt 2,0 km², de bevolkingsdichtheid is 353,5 inwoners per km². De onderstaande kaart toont de ligging van Tourmignies met de belangrijkste infrastructuur en aangrenzende gemeenten.

## Bezienswaardigheden
- De Église Saint-Pierre d'Antioche

## Demografie
Onderstaande figuur toont het verloop van het inwonertal (bron: INSEE-tellingen).